# Jasenka (přítok Vsetínské Bečvy)
Potok Jasenka je pravostranným přítokem Vsetínské Bečvy ve městě Vsetín. Délka toku činí 6,1 km. Plocha povodí měří 8,6 km².

## Průběh toku
Potok pramení ve Vsetínských vrších na jižním svahu vrchu Dušná (730 m n. m.). Protéká údolím Horní Jasenka, dále pokračuje Dolní Jasenkou, která je místní částí Vsetína s vilovou zástavbou a sídlištěm. U mostu spojujícího dolní a horní město se potok vlévá do Vsetínské Bečvy. 